# Corey Johnson (aktor)
Corey Johnson, właśc. John Johnson (ur. 17 maja 1961 w Nowym Orleanie) – amerykański aktor charakterystyczny, występujący głównie w Wielkiej Brytanii.
Znany jest z ról drugoplanowych w takich produkcjach jak Hellboy, Ultimatum Bourne’a, Kick-Ass, Kapitan Phillips, Kingsman: Tajne służby i Ex Machina. Użyczył też swojego głosu w kilku grach komputerowych. W 2007 wystąpił na Broadwayu jako Jack Brennan w spektaklu Frost/Nixon u boku Franka Langelli i Michaela Sheena.

## Życie prywatne
W latach 1994–2005 był mężem aktorki Lucy Cohu.

## Filmografia

### Filmy
- 1998: Szeregowiec Ryan jako radiowiec
- 1999: Mumia jako David Daniels
- 2000: Uciec przed śmiercią jako Peter Francis
- 2001: Helikopter w ogniu jako amerykański lekarz
- 2003: Czas zemsty jako Ed Grey
- 2004: Hellboy jako Agent Clay
- 2005: 7 sekund jako Tool
- 2005: I uderzył grom jako Christian Middleton
- 2006: Lot 93 jako Louis J. Nacke II
- 2006: Kontrakt na zabijanie jako Davis
- 2007: Ultimatum Bourne’a jako Ray Wills
- 2008: Tajemniczy rozmówca jako Paul Winsail
- 2009: Uniwersalny żołnierz: Regeneracja jako pułkownik John Coby
- 2009: Czwarty stopień jako Tommy Fisher
- 2010: Kick-Ass jako bandyta
- 2011: X-Men: Pierwsza klasa jako szef ochrony
- 2012: Dziedzictwo Bourne’a jako Ray Wills
- 2013: Kapitan Phillips jako Ken Quinn
- 2014: Kingsman: Tajne służby jako przywódca fanatycznego kościoła
- 2015: Ex Machina jako Jay
- 2016: Jackie jako Larry O’Brien
- 2018: Ocean ognia jako kapitan
- 2019: Ukryta gra jako Donald Novak
- 2021: Mauretańczyk (The Mauritanian) jako Bill Seidel

### Seriale
- 1995: Na sygnale jako Jackson
- 2001: Nash Bridges jako Edward Bender
- 2001: Kompania braci jako major Louis Kent
- 2005: Doktor Who jako Henry van Statten
- 2006: Detektyw Foyle jako sierżant Jack O’Connor
- 2014: 24: Jeszcze jeden dzień jako admirał
- 2015: Bitwa o ciężką wodę jako generał Pritchard
- 2017: The Windsors jako Donald Trump
- 2017–2018: Kontra: Operacja Świt jako pułkownik Parker
- 2018: Alienista jako Hobart Weaver
- 2018: Tajny układ jako Burrell